# Paulus van Overtvelt
Paulus van Overtvelt (Brugge ca. 1410 - Brussel 19 november 1483 ) ook vaak met de voornaam Pauwels en met de familienamen Deschamps of De Campis, was burgemeester van Brugge en raadsheer van de hertog van Bourgondië.

## Familie
Van Overtvelt behoorde tot een Brugse familie die betrokken was bij handel en geldverkeer, waarschijnlijk een hosteliersfamilie.
Wie allemaal tot die familie behoorde is niet altijd duidelijk. Naamdragers en dus wellicht familie waren:
- Pauwels van Overtvelt, raadslid van de stad Brugge in de eerste helft van de 15de eeuw, wellicht een oom.
- Jacob van Overtvelt, bastaardzoon van deze Pauwels, studeerde in Parijs en Leuven, werd doctor in beide rechten en kanunnik van het Sint-Donaaskapittel in Brugge (1442-1477). Hij werd beschuldigd van verkrachting en concubinaat en dit tweede erkende hij. Hij was, volgens R. De Keyzer, een neef van de hier behandelde Paul.
- Evrardus van Overtvelt, monnik in de abdij van Baudeloo rond 1432, abt van Ter Duinen (1442-1457) was een broer van Paulus van Overtvelt en werd dankzij die zijn invloed tot abt benoemd.
- Er was een Everaerd van Overtvelt, hostelier in Brugge in 1412
- Carolus van Overtvelt, was eveneens kanunnik van het Sint-Donaaskapittel (1454), alsook deken (1492-1499) en kanunnik van het Sint-Pieterskapittel in Torhout. Hij was wellicht een andere (bastaard)zoon van Pauwels van Overtvelt
- Filips van Overtvelt nam deel aan de steekspelen van de Witte Beer in 1467, 1472, 1473 en 1474. In 1472 was hij de forestier.
- Jan van Overtvelt, zoon van Filips, heer van Tillegem, was hofmeester van het gezelschap van de Witte Beer en kreeg van het stadsbestuur in 1495 een toelage om een bijeenkomst van de leden te organiseren.

## Opleiding, huwelijk en kinderen
Van Overtvelt genoot ongetwijfeld een degelijke opvoeding, want hij werd steeds vermeld met de titel van 'meester', waarschijnlijk was hij licentiaat in beide rechten.
Hij trouwde met de Portugese hofdame Lyennor of Leonarda Rodriguez (†25 mei 1479), weduwe van een zekere Machefoing, die uit dit huwelijk een dochter Isabeau had. Omwille van dit huwelijk kreeg Overtvelt in 1438 een gift van 1200 lb van 40 gr van de hertogin van Bourgondië, Isabella van Portugal en hun toekomstig kind kreeg 15 lb van de hertog.
Van Overtvelt stelde zich later borg voor zijn schoonvader Philippe de Chassa. Wellicht was hij een tweede maal in het huwelijk getreden.
Van Overtvelt had als kinderen bij Lyennor Rodriguez:
- Adrienne van Overtvelt, die hofdame werd bij Isabella van Bourbon
- Charles van Overtvelt (°1440), die op achtjarige leeftijd clericus werd in het bisdom Utrecht en aan wie paus Nicolaas V een prebende toekende in Utrecht; hij was vervolgens clericus in het bisdom Doornik; in 1460 werd hij proost van het Sint-Pieterskapittel in Torhout; in 1481 werd hij kanunnik van de 9de prebende van Sint-Donaas in Brugge, waar hij in 1492 deken werd. Er was ook nog een andere Karel van Overtvelt, zoon van een priester en een gescheiden vrouw, die slechts in 1496 toelating tot het priesterschap ontving en stierf op 19 mei 1499.
- Jan van Overtvelt, schepen van Brugge in 1470, was vinder van de makelaars (1474), raadslid van Brugge (1475), kerkmeester van Sint-Donaas (1475), deken van de mutsereders (1475), deken van de vogelmarkt (1477). In 1483 was hij baljuw van Oudenburg en op 16/6/1490 legde hij de eed af als baljuw van Ieper
- Philippe van Overtvelt was broodmeester aan het hof van Filips de Goede gedurende drie maanden per jaar, vanaf 28 december 1465. Hij was ook schepen van Brugge (1472).

Paul van Overtvelt had ook een bastaardzoon, Coppin, verwekt bij Michelette van Douay.
Het gezin van Overtvelt verbleef meestal in Brugge, in een woning waar hij op 3 oktober 1443 de hertogin, samen met de heer van Beaujeu en de gravin van Etampes, ontving voor een diner. Van Overtvelt beschikte ook over een kamer in het Brugse Prinsenhof. 

## Brugse activiteiten
In Brugge speelde van Overtvelt een niet onbelangrijke rol. Hij was onder meer:
- kerkmeester van de Onze-Lieve-Vrouwekerk
- voogd van het Potteriehospitaal (1464-1481)
- afgevaardigde van de stad Brugge op de 'Ledenvergadering' in 1452, 1453, 1457, 1459 en 1480
- hoofdman van het Onze-Lieve-Vrouwesestendeel (1473)
- vertegenwoordiger van de stad Brugge in de onderhandelingen met de Duitse Hanze in 1457

Hij was vooral burgemeester van de schepenen in 1452-53, 1455-56, 1458-59 en 1475-76. In tegenstelling tot vele van zijn collega's doorliep hij geen 'cursus honorum', waarbij hij eerst hoofdman, raadslid en schepen was alvorens de hoogste functie te bekleden. Als dienaar aan het hof, meer bepaald in de persoonlijke dienst van de hertog en de hertogin, werd hij op deze hoogste functie bij herhaling 'geparachuteerd'. Het vervolg zou aantonen dat dit hem niet alleen vrienden opleverde.
Verder was hij ook nog:
- baljuw van Brugge (1460-1469)
- baljuw van het leenhof van de Burg van Brugge (1465)
- watergraaf van de stad Brugge vanaf 26 maart 1467, op verzoek van de magistraat van Brugge. Hij was toen baljuw van Brugge en de stad kreeg vele klachten m.b.t. het waterbeheer. De stad vroeg aan de baljuw hierin verantwoordelijkheid op te nemen

## Functies aan het hof
Van Overtvelt werd, naast en grotendeels tegelijk met zijn gemeentelijke verantwoordelijkheden, raadsheer bij de hertog van Bourgondië. Hij vervulde de volgende functies:
- secretaris van de hertog en de hertogin 1438-1449
- secretaris van de hertog 1433-1442
- secretaris van de hertogin, 1435-1446
- algemeen ontvanger van financiën van de hertogin vanaf 1441, aan 100 fr per jaar tot in 1447; kreeg in 1447 van haar de opdracht al haar inkomsten en uitgaven van de heerlijkheid Kassel, die ze van de hertog had gekregen, te centraliseren; in 1453 stond hij niet meer in haar dienst
- raadsheer in de Raad van Vlaanderen, vanaf 9 juli 1454, aan de normale wedde. Op 22 augustus 1460 werd hij vervangen door Gerard van Kooigem, en voor de tussenliggende periode niet meer betaald  (daarna werd hij baljuw van Brugge). Hij was aanwezig op de zittingen in 1457, 1460, 1462  ('de bailliu van Brugghe')

## Taken en dienstreizen
- In 1435 bemiddelde hij bij kooplieden of wisselaars uit Genua, voor een lening waarbij de hertogin haar juwelen in onderpand gaf.
- In 1437 moest hij voor de hertogin opnieuw geld lenen om Harpin de Ricaumez, de seneschalk van Pontieu, de heer van Auxy en hun mensen uit te betalen, die voor Le Crotoy hadden gediend.
- Hij was actief betrokken bij de diplomatie van de hertogin, o.a. bij de onderhandelingen met de Engelsen in Calais in 1439.
- In 1443 kreeg hij een gift van de stad Dijon in wijn en haver, voor al het goede dat hij voor de stad had gedaan.
- Samen met Colard Danc en Roland van de Vlamincpoorte werd hij in 1471 door de hertog aangesteld om toezicht te houden op de waterlopen die met de Brugse Reie in verbinding stonden en ervoor te zorgen dat ze voldoende  werden uitgediept en gereinigd.
- Hij was regelmatig commissaris van wetsvernieuwingen, 
  - onder meer voor de schepenbanken van Aardenburg, Eeklo, Kaprijke en Lembeke en voor de kerkmeesters van de Onze-Lieve-Vrouwekerk van Aardenburg en om de rekeningen te horen.
  - Samen met Josse de Lalaing, raadsheer, Antoine Marnet, aalmoezenier van de hertog en Pieter Bladelin, raadsheer, werd hij als baljuw van Brugge in 1464 commissaris voor de wetten van Oudenburg, Oostende, Blankenberge, Damme, Hoeke, Monnikerede en Sint Anna ter Muiden.
  - Verder ook nog in Brugge in 1441 samen met Jehan du Bois en Jan de Baenst en in 1443 samen met Francois de Gand;
  - In Oudenaarde in 1462 samen met mer Josse van Lalaing en Jan Schareel; in 1463, 1464 en 1465 samen met Josse van Lalaing en Ryckaert Utenhove; in 1469 in de plaats van Philippe de Commynes, samen met Guy van Brimeu en Jacob Donche; in 1470 samen met Jan de Baenst en Jacob Donche;
  - in Ieper 1465, 1466, 1467, 1470

## Leengoederen en officies
Paul van Overtvelt hield volgende leengoederen:
- In 1435 hield hij een leengoed gelegen op diverse plaatsen in Zuienkerke-Ambacht, in Zuienkerke zelf en in Nieuwmunster
- de helft van het ammanschap van het Ambacht Zuienkerke, met alle heerlijkheden, rechten en emolumenten
- een ander leengoed in Zuienkerke, genaamd 't Goed ten Oosthove, met alle huizen, bomen, boomgaarden, duivenkoten en een korenmolen; met twee achterlenen
- in 1438 verwierf hij in Lissewege het leen Ten Walle, gehouden van de Burg van Brugge, voordien in bezit van Roeland van Halewijn, heer van Uitkerke

In 1440 pachtte hij de ambten van klerkschap van de Gouvernance en het Soeverein-baljuwschap van Rijsel, Dowaai en Orchies, vacant door het overlijden van maistre Jehan de Gand; de hertog zette deze pacht om in een gift voor het leven, mits betaling van 300 fr van 32 gr per jaar, een som die in 1447 werd gehalveerd omdat deze officies niet meer zoveel zouden opgebracht hebben als daarvoor; in 1465 pachtte hij ze voor 240 lb van 40 gr per jaar (7668); dit was duidelijk een betwiste zaak want in 1473 beklaagde hij zich dat men hem nu 100 fr achterstal vroeg voor deze pacht terwijl hij beweerde brieven te hebben gekregen van Filips de Goede waarin deze hem deze pacht voor het leven gaf; maar bij het overlijden van de hertog in 1467 werd dit pensioen in de rekeningen geroyeerd omdat er geen ratificatie was voor deze gift. 
In 1463 gaf de Rekenkamer, na raadpleging van voormalig algemeen ontvanger Lauwers de Maech en watergraaf Jan Utenhove, gunstig advies over de indijkingswerken die Van Overtvelt en zijn vennoten wilden ondernemen, vermits dit het publieke nut en de domaniale inkomsten van de vorst ten goede zou komen; die bedijking moest evenwel afgewerkt zijn voor 24 juni 1467.

## Personalia
- Van Overtvelt bezat een aantal niet nader gespecificeerde handschriften. Eén ervan is bekend, met name zijn getijdenboek dat zich in de Koninklijke Bibliotheek in Brussel bevindt (ms. IV 95). Het is deels in het Latijn en deels in het Frans opgesteld en bevat 13 miniaturen. Het  werd rond 1475 vervaardigd en het wapen Van Overtvelt staat erin afgebeeld op f° 21r.
- Hij was deken van de broederschap van Onze-Lieve-Vrouw van de Droogenboom in Brugge
- Hij deed voor en na zijn dood schenkingen en donaties:
  - donaties aan de armentafels van de Onze-Lieve-Vrouwparochie in Brugge
  - fundaties in de Onze-Lieve-Vrouwekerk:
    - 4 missen per week en 2 jaargetijden, elk met 60 prebenden van 6 gr het stuk, namelijk telkens op de 25ste dag in mei en de 24ste dag in november; vastgelegd in een akte in de tresorie van de kerk en gegraveerd op zijn grafsteen
    - op 9 oktober 1460 droegen hij en zijn vrouw Leonarda een rente van 2 lb 6 s 3 d 1 halling en 6 mijten gr, bezet op verscheidene eigendommen te Sluis, over aan de dismeesters van de O.L.V. kerk te Brugge, om voor de eeuwigheid, op de vooravond van de feestdag van Sinte Catharina een bedeling te doen van 60 proven, iedere prove ter waarde van 6 d gr, en jaarlijks een jaargetijde te vieren met vigiliën, commandatiën en een requiemmis;
    - op 11 november 1471 bevestigden Paul van Overtvelt en zijn echtgenote de akte van 09/10/1460 en droegen daarenboven een erfelijke rente op van 1 lb gr tourn aan de dismeester van dezelfde kerk in Brugge, een rente bezet op 4 ambachten te Brugge [schilders, zadelmakers, glazenmakers en spiegelmakers]; de dismeester moest op de dag van het jaargetijde van Pauwels van Overtvelt aan 4 personen van het ambacht van de volders 4 proven geven van de voornoemde 60; deze personen zouden offers komen brengen in de kerk; de deken en de gezworenen van het ambacht van de volders ontvingen ook 12 s van de rente van 2 lb 6 s 3 d halling en 6 mijten gr.

## Dramatisch einde
De onwankelbare trouw die van Overtvelt vertoonde ten aanzien van de hertogen van Bourgondië kwam hem duur te staan.
In 1477 vonden onlusten plaats na de dood van Karel de Stoute. De opgehitste menigte arresteerde een aantal vroegere stadbestuurders, onder de beschuldiging van corruptie. Van Overtvelt, Jan III de Baenst, heer van Sint-Joris en Anselmus Adornes, alle drie oud-burgemeester van Brugge, werden op 18 mei 1477 in het openbaar gefolterd en veroordeeld tot verbeurdverklaring van hun goederen en tot het zich terugtrekken in een klooster. Na zijn openbare foltering en vernedering werd Overtvelt ook nog veroordeeld tot betaling van 200 lb gr, die hij onmiddellijk vereffende. Dankzij Maria van Bourgondië kon hij na korte tijd opnieuw zijn plaats in de Brugse samenleving innemen.
Enkele jaren later was het weer oproertijd. Op 16 oktober 1483 werd van Overtvelt door de vierschaar van Brugge verbannen omdat hij zich als burgemeester vele malen had laten corrumperen en zelfs een vals vonnis had gewezen. Volgens Nicolaas Despars nam hij de benen net voor hij op 16 oktober 1483 verbannen werd en stierf hij kort daarop in Brussel.

## Begraafplaats
Paul van Overtvelt zou in de Onze Lieve Vrouwekerk in Brugge worden bijgezet, samen met zijn echtgenote, in de kapel die hij had opgericht. Het grafschrift luidde: Pauwels wijlen was raed en den dienaere van hooghe moghende ende zeere wel gheminde prinche hertoghe Philips van Bourgogne ende van Brabant grave van Vlaendren, met afbeelding van zijn wapens en van zichzelf en zijn echtgenote. Het ging om een wandgraf met nis, een rechthoekige, vlakke en gedeeltelijk in de wand gebouwde sarcofaag. Nochtans werd op de grafsteen toegevoegd dat hij zelf was begraven in het klooster Hertogendal in Brabant.